# Oswaldella billardi
Oswaldella billardi is een hydroïdpoliep uit de familie Kirchenpaueriidae. De poliep komt uit het geslacht Oswaldella. Oswaldella billardi werd in 1938 voor het eerst wetenschappelijk beschreven door Briggs. 